# Mouvement européen France
Le Mouvement européen - France est une association qui regroupe, au-delà de leur appartenance politique, les personnes et les associations qui souhaitent s'engager[passage promotionnel] en faveur de la construction européenne dans une perspective fédérale. Sa vocation est de « développer dans le peuple français la prise de conscience de l'Europe, et de la communauté de destin des peuples qui la composent »[passage promotionnel].

## Histoire
Le Mouvement européen - France est la branche française du Mouvement européen. Cette organisation internationale est indépendante des gouvernements, des institutions communautaires et des partis politiques. Elle est présente non seulement au sein des 27 États membres de l'Union européenne (UE), mais aussi dans les autres pays européens.
Le Mouvement européen, dans sa forme internationale, est né des réseaux de résistance, à la fin de la Seconde Guerre mondiale. À la Libération, de nombreuses associations favorables à l'Europe unie et à la paix entre les peuples apparaissent partout sur le continent. Le comité international de coordination des mouvements pour l'unité européenne se réunit en Congrès de l'Europe à La Haye en mai 1948 et créent le Mouvement européen pour donner un caractère permanent à leur action,. L'Organisation française du Mouvement européen est créée en 1949 notamment par Edouard Herriot, Raoul Dautry, Robert Schuman, André François-Poncet, François Mitterrand et Jean Monnet.
Le Mouvement européen est notamment à l'origine du Conseil de l'Europe, créé le 5 mai 1949, et de la Convention européenne des droits de l'homme. Il a aussi contribué à la création du Collège d'Europe de Bruges et du Centre européen de la culture de Genève.
Ses réflexions et projets ont inspiré Jean Monnet, lorsque celui-ci a proposé à Robert Schuman, en avril 1950, la création de la Communauté européenne du charbon et de l'acier (CECA), première pierre de l'Europe communautaire et de l'actuelle Union européenne. Robert Schuman sera d'ailleurs élu président du Mouvement Européen International de 1955 à 1961.
Depuis, le Mouvement européen accompagne les étapes de la construction européenne. Il a milité en faveur de l'élection du Parlement européen au suffrage universel direct, puis en faveur du Traité sur l'Union européenne. Il continue de faire des propositions concrètes pour rapprocher l'Europe des citoyens et faire connaître les réalités de l'intégration européenne. Le slogan « L'Europe, c'est vous », proposé par Gilles Tissot lors de la Convention pour l'Europe qui s'est tenue les 22 et 23 octobre 1977 à Versailles, a été adopté par le Mouvement européen - France.

## Activités
Le Mouvement européen - France cherche à faire progresser le débat pour des institutions communautaires plus efficaces et pour une Union européenne plus proche des citoyens. Il fédère citoyens, associations, personnalités et experts qui soutiennent la construction européenne. L’association est composée de plus de 50 sections qui regroupent plus de 3000 membres repartis sur la France entière. Le ME-F organise régulièrement à Paris et en région des colloques, des conférences, des séminaires… Il est un lieu permanent d'échange et de rencontre pour les militants européens.
« Les Jeunes Européens - France »  regroupent les adhérents du Mouvement âgés de moins de 35 ans dans une association autonome qui compte environ 1000 personnes.
Le Mouvement européen - France est coorganisateur aux côtés de l'ONG EuropaNova des États généraux de l'Europe (EGE). Cette agora géante propose le temps d’une journée de débattre des enjeux européens au cours de grands débats. Organisée en 2007 à Lille, en 2008 à Lyon, en 2010 à Strasbourg et en 2012 à Paris avec le soutien de plusieurs dizaines d’autres organisations, elle réunit en moyenne 3000 participants.
La cinquième édition des États généraux de l'Europe s'est tenue le 9 mai 2014 au Conseil économique, social et environnemental à Paris et a rassemblé plus de 1000 personnes.
Depuis novembre 2012, le Mouvement européen - France est  le chef de file de la plateforme Les Eurocitoyens réunissant plus de 60 organismes comprenant des associations, des think tanks et des citoyens. Les Eurocitoyens est une initiative de la société civile européenne qui fédère un grand nombre d’associations européennes à Paris et en France afin de créer la synergie nécessaire pour ouvrir et élargir le débat européen.

## Responsables

### Présidents
En France, le Mouvement européen est présent depuis 1949. Dans les années 1980, le Mouvement connaît peu d'activité. Il est relancé à l'occasion de la campagne du référendum sur le traité sur l'Union européenne (traité de Maastricht) sous la présidence de Jean François-Poncet (UDF) qui succède à Louis Leprince-Ringuet.

#### Liste
- 1950 : Raoul Dautry[8]
- 1952 : René Courtin[9]
- 1962 : René Mayer[10]
- 1968 : Pierre Sudreau[11]
- 1969 : Gaston Defferre[12]
- 1973 : Louis Leprince-Ringuet[13]
- 1990 : Jean François-Poncet[14]
- 1995 : Jean-Louis Bourlanges[15]
- 1999 : Anne-Marie Idrac[16]
- 2005 : Pierre Moscovici[17]
- 2006 : Sylvie Goulard[18]
- 2010 - 31 août 2011 : Christian Philip
- 1er septembre 2011 - 2 décembre 2011 : Jean-Luc Sauron, vice-président délégué, président par intérim
- 3 décembre 2011 - 10 décembre 2016 : Jean-Marie Cavada[19]
- 10 décembre 2016 - 10 décembre 2022 : Yves Bertoncini[20]
- 10 décembre 2022 : Hervé Moritz[21]

### Bureau
Le bureau du Mouvement européen - France est composé de représentants de la société civile et de responsables politiques. Le bureau est l'exécutif permanent du ME-F. Il reflète le pluralisme du mouvement.

### Organisations membres
En plus de ses sections locales, le Mouvement Européen-France est constitué d'organisations nationales membres.
| Organisation membre                                                           | Nature                  |
| AEDE-France (Association Européenne de l’Éducation)                           | Information / Pédagogie |
| AFCCRE (Association Française du Conseil des Communes et Régions de l’Europe) | Acteurs locaux          |
| AIACE (Association Internationale des Anciens des Communautés Européennes)    | Économie et social      |
| ALDA (Association Européenne pour la Démocratie Locale)                       | Acteurs locaux          |
| ARRI (Association Réalités et Relations Internationales)                      | Information / Pédagogie |
| Atelier Europe                                                                | Économie et social      |
| BILD (Bureau International de Liaison et de Documentation)                    | Information / Pédagogie |
| CEMEA (Centres d'Entraînement aux Méthodes d'Éducation Active)                | Information / Pédagogie |
| CEP France (Centre de Politique Européenne)                                   | Démocratie / Politique  |
| Citoyennes Pour l'Europe                                                      | Démocratie / Politique  |
| Collectif pour un Service Civique Européen                                    | Jeunesse                |
| Confrontations Europe                                                         | Démocratie / Politique  |
| ESN-France (Erasmus Student Network-France )                                  | Jeunesse                |
| EurActiv France                                                               | Information / Pédagogie |
| EuropaNova                                                                    | Démocratie / Politique  |
| Fédération Française des Maisons de l'Europe                                  | Acteurs locaux          |
| Fondation Jean Jaurès                                                         | Démocratie / Politique  |
| Fondation pour l'Innovation Politique                                         | Démocratie / Politique  |
| Jeunes Européens - France                                                     | Jeunesse                |
| LECE (Ligue Européenne de Coopération Économique)                             | Économie et social      |
| Mission Opérationnelle Transfrontalière                                       | Acteurs locaux          |
| OFAJ (Office Franco-Allemand pour la Jeunesse)                                | Jeunesse                |
| Old'Up                                                                        | Économie et social      |
| Presse fédéraliste                                                            | Démocratie / Politique  |
| Sauvons l'Europe                                                              | Démocratie / Politique  |
| Société d'Encouragement pour l'Industrie Nationale                            | Économie et social      |
| Sport & Citoyenneté                                                           | Information / Pédagogie |
| UEF-France (Union des Fédéralistes Européens)                                 | Démocratie / Politique  |
| Via Charlemagne                                                               | Information / Pédagogie |